# InuYasha: Tenka Hadō no Ken
InuYasha: Những thanh kiếm chinh phục thế giới (映画犬夜叉　天下覇道の剣 Eiga Inuyasha: Tenka Hadō no Ken) hay được biết đến với tên InuYasha the Movie: Swords of World Conquest) là một bộ phim anime sản xuất vào năm 2003, với đạo diễn phim là Shinohara Toshiya và Sumisawa Katsuyuki viết kịch bản. Đây là bộ phim thứ ba trong số 4 bộ phim của Inu Yasha.

## Cốt truyện
Bộ phim bắt đầu với cảnh ngay trong đêm sinh ra của Inuyasha. Một võ sĩ tên là Takemaru, nhốt mẹ của anh là Izayoi trong một tòa lâu đài rộng lớn dày đặc quân lính, tỏ vẻ giận dữ, bảo: "Trái tim của nàng đã bị cướp đi bởi một tên yêu quái hạ đẳng, ta phải tiêu diệt ngay cái cốt nhục bẩn thỉu trong bụng nàng". Nói là làm, hắn dùng một cây thương sắc bén đâm thẳng vào bụng bà, làm bà bị thương rất nặng, nhưng vẫn đủ sức sinh một đứa con trai. Khuyển Đại tướng, mới trở về sau trận chiến đẫm máu với Long Cốt Tinh. Tuy bị thương nặng, nhưng ông vẫn quyết tâm đi cứu người tình của mình. Ông gặp Sessomaru, hai người đã có một cuộc nói chuyện ngắn. Khi Sessomaru hỏi: "Cha vẫn quyết tâm đi cứu người phụ nữ đó sao?" thì ông lạnh lùng đáp: "Một ngày nào đó con sẽ hiểu tại sao ta làm như vậy". Bỏ ngoài tai lời khuyên của Myoga, ông hóa thành một con Bạch khuyển khổng lồ bay thẳng đến tòa thành của Takemaru và đánh bại bọn lính gác bằng chiêu Phong Chi Thương từ Thiết Toái Nha. Sau một cuộc chạm trán với Takemaru, ông dễ dàng chặt đứt cánh tay trái của y và xông thẳng vào căn phòng nơi Izayoi đang hấp hối, ông nhận thấy rằng con trai của ông vẫn còng sống. Ông dùng Thiên Sinh Nha hồi sinh cho người yêu rồi bảo rằng hãy đặt tên cho con của họ là Inuyasha. Khuyển Đại tướng quyết đấu một trận chiến sinh tử với Takemaru.
Izayoi rời khỏi lâu đài, bà chỉ nhìn thấy cả tòa lâu đài sụp đổ cùng với Khuyển Đại tướng và Takemaru, chỉ nghe thấy lời nói nhắn nhủ của Khuyển Đại tướng: "Izayoi, nàng hãy sống thật lâu, thật lâu với con trai của chúng ta".
Trở về thời Chiến Quốc nhật bản 700 năm sau, Kagome lại phải về thời hiện đại để kịp bắt được chương trình học hôm nay. Inuyasha lại một lần nữa lại gây ra rắc rối cho cô bằng cách phá vỡ quả bóng trong môn bóng chuyền của trường cô. Tất nhiên Inuyasha lại bị kéo đập mặt xuống đất bằng câu nói "Mau ngồi xuống" của Kagome. Inuyasha giải thích là vì anh cần phải bảo vệ trước những nguy hiểm, Kagome chỉ giải thích là đó chỉ là một trò chơi bóng chuyền bình thường và anh không cần phải lo lắng cho cô. Sau đó, chúng ta biết được rằng gia đình Kagome đang bảo quản một thanh kiếm đầy yêu lực mang tên Tùng Vân Nha (So"unga). Tùng Vân Nha là thanh kiếm không rõ nguồn gốc và được sở hữu bởi Khuyển Đại tướng, chỉ biết rằng thanh kiếm này đã có từ rất lâu. Những ai có yêu lực hoặc sức mạnh yếu kém hơn Tùng Vân Nha đều bị nó điều khiển và thực hiện những hành động chém giết. Và chỉ có Khuyển Đại tướng mới có thể chấm dứt những tai ương do nó tạo ra.
Nhận thấy thanh Tùng Vân Nha quá nguy hiểm nên sau khi Khuyển Đại tướng qua đời, các trung thần của ông là Totosai, Myoga và Saya (linh hồn của vỏ bọc thanh Tùng Vân Nha) quyết định phong ấn thanh kiếm này bằng cách ném nó vào chiếc giếng cổ mà sau này Kagome dùng để di chuyển giữa quá khứ và hiện đại. Nhưng do tính lú lẫn, Saya đã vô tình để nó lọt vào thế giới hiện đại và cuối cùng là được gia đình A Li bảo quản trong ngôi đền Thần đạo của dòng họ mình.
Tùng Vân Nha đã thức tỉnh sau giấc ngủ 200 năm. Nó bay đến chỗ của Khuyển Dạ Xoa và A Li. Saya yêu cầu Khuyển Dạ Xoa mau đến khống chế Tùng Vân Nha trước khi nó thoát ra khỏi bao kiếm, nhưng quá muộn, Tùng Vân Nha đã thoát khỏi bao kiếm và nhăm nhe điều khiển Khuyển Dạ Xoa. Anh bị nó dùng những sợi dây yêu lực quấn lấy cánh tay khi đang cố gắng khống chế Tùng Vân Nha. Tùng Vân Nha yêu cầu Khuyển Dạ Xoa giết chết A Li nhưng anh cố gắng kháng cự. Để đảm bảo an toàn cho A Li, Khuyển Dạ Xoa phải quay về thời Chiến quốc để lẩn tránh cô, nhưng lại trở thành thảm họa cho người dân ở đó và anh đã suýt giết chết một người dân vô tội. Di Lặc pháp sư, San Hô và Thất Bảo phải giúp đỡ mọi người chạy trốn trước khi Khuyển Dạ Xoa thi triển chiêu Ngục Long Phá. Khi Inuyasha đã điều khiển được Tùng Vân Nha thì Sesshomaru xuất hiện.Hai người đã chiến đấu với nhau cho đến khi Inuyasha lại bị Tùng Vân Nha điều khiển, kagome buộc phải xuất hiện ngăn cản hành động của anh.Khi Tùng Vân Nha rời khỏi Inuyasha thì tìm đến Takemaru (kẻ từng yêu, từng hận vì Izayoi)Tùng Vân Nha khiêu khích anh rằng phải trả thù Inuyasha và sesshomaru.
Takemaru dùng cánh tay trái của sesshomaru để dùng Tùng Vân Nha, hắn giết một quân đội để đối phó với nhóm của kagome. Khi mọi người chiến đấu đã sơ suất để kagome và rin bị Takemaru bắt đi.Khi sesshomaru và Inuyasha đến cứu,nhận thấy tình thế nguy hiểm sesshomaru đã lừa Inuyasha dùng " Phong Thương " để nhường đường.

## Phân vai
- InuYasha - Kappei Yamaguchi/Richard Ian Cox
- Kagome Higurashi - Satsuki Yukino/Moneca Stori
- Miroku - Koji Tsujitani/Kirby Morrow
- Sango - Houko Kuwashima/Kelly Sheridan
- Shippo - Kumiko Watanabe/Jillian Michaels
- Myoga - Kenichi Ogata/Paul Dobson
- Totosai - Joji Yanami/Richard Newman
- Sesshomaru - Ken Narita/David Kaye
- Jaken - Yuichi Nagashima/Don Brown
- Rin - Mamiko Noto/Brenna O'Brienne
- Inu no Taishou - Akio Otsuka/Don Brown
- Izayoi - Kikuko Inoue/Alaina Burnett
- Saya - Kaneta Kimotsuki/Michael Dobson
- Setsuna no Takemaru - Yasunori Matsumoto/Jonathan Holmes
- So'unga - Fumihiko Tachiki/Ward Perry
- Sota Higurashi - Akiko Nakagawa/Saffron Henderson
- Kagome and Sota's Grandfather - Katsumi Suzuki/French Tickner
- Kagome and Sota's Mother - Asako Dodo/Cathy Weseluck
- Ayumi - Nami Okamoto/Cathy Weseluck
- Eri - Yuki Masuda/Saffron Henderson
- Yuka - Kaori Shimizu/Jillian Michaels